# Limnognathia maerski
Limnognathia maerski ist eine Art der vielzelligen Tiere innerhalb der Plattwurmartigen. Es ist die einzige Art im Stamm der Micrognathozoa (Gr.: Lebewesen mit kleinen Kiefern). Dieser Stamm ist ein erst im Jahre 2000 neu eingeführtes höherrangiges Taxon. Limnognathia maerski sind sehr kleine, unter einem halben Millimeter lange, wurmförmige Tiere.

## Systematik
Die hochkomplexe Kieferbildung der Art legte eine Zugehörigkeit zu der fünf Jahre vor der Erstbeschreibung von Limnognathia maerski eingeführten Großgruppe Gnathifera nahe. Erste molekulargenetische Testergebnisse für diese Verwandtschaftshypothese wurden 2004 von Giribet et al. vorgelegt, lieferten aber keine eindeutige Unterstützung der Zugehörigkeit von Limnognathia maerski zu dieser Gruppe. Laut Giribet et al. ist für Limnognathia zumindest eine sehr eigenständige Position anzunehmen, es handelt sich also nicht etwa um eine Verzwergungsform innerhalb einer anderen Gruppe. Diese eigenständige Position würde die Einführung eines neuen hochrangigen Taxons Micrognathozoa für Limnognathia rechtfertigen, auch wenn dessen genaue Verwandtschaftsbeziehungen vorerst unklar bleiben. Eine Studie von 2015 schlägt, aufgrund genetischer Daten, nun tatsächlich ein Schwestergruppenverhältnis zu den Rädertierchen (Rotifera, unter Einschluss der Kratzwürmer nun meist Syndermata genannt) vor. Gemeinsame Schwestergruppe von beiden wären die Kiefermündchen oder Gnathostomulida. Demnach wären die Gnathifera als Taxon gerechtfertigt.

## Merkmale
Limnognathia maerski besitzt eine Kombination von Merkmalen, die es unmöglich machen, das Tier in einen der bisher bekannten Stämme innerhalb der Vielzeller zu integrieren. 
Neben den unbeweglichen Zilien, die der Sinneswahrnehmung dienen, gibt es verschiedene Anordnungen von Wimpern, die der Fortbewegung und dem Heranstrudeln von Nahrung dienen. Diese sitzen auf der Bauchseite vorne und seitlich der Kopfregion sowie auf dem Thorax und dem Abdomen. Die Wimpern der vorderen Region sind in hufeisenförmigen Reihen angeordnet. Sie haben die Aufgabe, Nahrungspartikel in die Mundöffnung zu strudeln. Die Zilien seitlich neben der Mundöffnung und auf der Bauchseite des Körpers sind anders angeordnet. Diese stehen meist zweireihig bürstenförmig in Gruppen quer zur Körperachse. Jede Gruppe entstammt einer einzigen Zelle. Solche Zellen werden Ziliophoren genannt und kommen im Tierreich sonst nur bei den mikroskopisch kleinen Wenigborstern aus den Familien Diurodrilidae und Neotenotrocha vor. Je vier Ziliophoren sind lateral neben der Mundöffnung angeordnet. Die Ziliophoren auf der Bauchseite des Körpers bilden zwei lange Reihen entlang der Körperachse. Alle Wimpern einer Zelle schlagen im gleichen Takt, so dass sich Limnognathia maerski wie mit kammartigen Füßchen vorwärts bewegen kann.
Der Kieferapparat besteht aus 15 durch Muskeln und Ligamente verbundenen Teilen. Diese einzelnen Kieferstrukturen sind zwischen 4 und 14 Mikrometer groß. Sie umfassen verschiedene gegeneinander bewegliche und teilweise mit Zähnchen versehene Mundwerkzeuge. Die Kieferbildungen werden wie bei den Rädertierchen und den Gnathostomulida „Trophi“ genannt. Obwohl sich die Kiefer von Limnognathia maerski im Bau stark von den anderen Gruppen unterscheiden, haben Untersuchungen der Ultrastruktur mit dem Transmissionselektronenmikroskop (TEM) gezeigt, dass sie wie bei den Rädertierchen und den Gnathostomulida aus dicht gepackten Stäbchen zusammengesetzt sind. Dieses Merkmal würde als Synapomorphie für eine phylogenetische Verwandtschaft der drei Gruppen sprechen und die Zusammenstellung zu einem Überstamm Gnathifera unterstützen.

## Forschungsgeschichte
Limnognathia maerski wurde erstmals im Jahr 1994 von einer Studentengruppe der Universität Kopenhagen unter der Leitung von Professor Reinhardt Kristensen in einer Süßwasserquelle nahe der dänischen Arktisstation auf der Diskoinsel im Westen Grönlands entdeckt. Die Gruppe wollte eigentlich die marine Meiofauna der Inselstrände untersuchen. Zum Ausfiltrieren der marinen Kleinstlebewesen wurde Süßwasser aus der nahen Quelle verwendet. Zuvor wurden die darin vorkommenden Organismen bestimmt, um sie von den marinen  Lebewesen unterscheiden zu können. Neben verschiedenen Rädertierchen wurde dabei eine Art beobachtet, die sich durch die Art der Schwimmbewegung von den Rotatorien unterschied. Bald wurde auch klar, dass die neue Art mit Hilfe von auf der Bauchseite angelegten Cilien über Moosblättchen kriechen konnte. Diese Fortbewegungsmöglichkeit ist von Rädertierchen nicht bekannt. Schon unter dem Lichtmikroskop zeigten sich bei hoher Vergrößerung Organe, die bei Rädertierchen nicht vorkommen. 
Einige Exemplare der neuen Art wurden ins Laboratorium des Zoologischen Museums in Kopenhagen gebracht und unter dem Elektronenmikroskop untersucht. Dabei zeigte sich, dass sich der Kieferapparat von Limnognatha maerski wesentlich von anderen Tiergruppen unterscheidet, und es wurde eine neue taxonomische Gruppe namens Micrognathozoa eingerichtet, die aber bisher nur die eine Art umfasst.
Die Art wurde inzwischen auch auf den subantarktischen Crozetinseln gefunden.